# Casi cuarentonas
Casi cuarentonas —estilizado Casi 40tonas— es una telenovela ecuatoriana producida por Xavier Campuzano para Rompekbezas Producciónes, en el 2021. La telenovela es creada por José Rengifo y dirigida por Catrina Tala, Ruth Coello, Luis Guillermo Ushca y David Flor. Se estrenó por TC Televisión el 31 de agosto de 2021 retomando la barra de producciones originales, siendo Juntos y revueltos, la última en haberse emitido en dicha barra a inicios de 2021.
Está protagonizada por Marcela Ruete, Erika Vélez y Carolina Piechestein, junto con Diego Spotorno, Bárbara Fernández y María Fernanda Pérez en los roles antagónicos. Acompañados también por Juan Carlos Román, Iñaki Moreno, Diego Chiang, Prisca Bustamante y Ruth Coello.

## Trama
La telenovela narra la historia de Mirela (Marcela Ruete), Bertha (Erika Vélez) y Tania (Carolina Piechestein) tres mujeres que están a punto de cumplir 40 años. Bertha es una famosa reportera que mantiene una relación amorosa con Mateo (Diego Chiang) un joven de 19 años, el es hijo de Tania una de las mejores amigas de Bertha y esposa del abogado Andrés Domínguez (Juan Carlos Román) el cual trabaja en el bufete de abogados —Vega y Asociados— junto a su madre Lila (Ruth Coello) y su mejor amigo Marcos (Diego Spotorno) un abogado dominante y machista, casado con Mirella, la cual decidirá separse de él debido a que no soporta su comportamiento.

## Reparto
A lo largo del mes de julio y agosto de 2021, se conoció a los miembros del reparto general por medio de las cuentas oficiales de TC Televisión en las redes sociales.

### Principales
- Marcela Ruete como Mirela Linares de Acevedo[4]
- Erika Vélez como Bertha Espín[5]
- Carolina Piechestein como Tania Trujillo Ponce de Domínguez[6]
- Diego Spotorno como Marcos Acevedo Gutiérrez[7]
- Juan Carlos Román como Andrés Domínguez Ponce / Renato[5][8]
- Iñaki Moreno como Rómulo[9]
- Bárbara Fernández como Lucía Trujillo[10]
- Diego Chiang como Mateo Domínguez Trujillo[8]
- Leonardo Moreira como Alfonso "Poncho" Linares[9]
- Prisca Bustamante como Concepción[9]
- Ruth Coello como Lila Santos[9]
- Domenica Cevallos como Charito[9]
- Diego Castillo como Fabián Acevedo Linares[9]
- María Fernanda Pérez como Katiuska
- Joyce Macías como Fernanda

### Recurrentes e invitados
- Fabo Doja como Vladimir
- Daniela Baque como Cecilia
- Jeff Vivas como Vicente
- Michael Cabrera como Javier Rosendo
- Amira Moreno como Arelys
- Benjamin Cortés como Juan Carlos
- Marla Xaviera como Samira
- Andrés Garcerant como Edgar
- Arturo Viscarra como Germán
- Julián Campos como Roger
- Jackson Peralta como Guillermo
- Gino Freire como él mismo
- Jaime Roca como Lorenzo Salvatierra
- Cristina Tomsich como Sofía
- Santos Daniel como Hernán

## Producción
La telenovela inició grabaciones el 17 de mayo de 2021, confirmando a Erika Vélez, Marcela Ruete, Carolina Piechestein, Diego Chiang y Juan Carlos Román como los protagonistas. También se confirmó la participación de Diego Spotorno en su regreso a la televisión, luego de estar ausente desde el 2014.
El 24 de agosto de 2021, TC Televisión trasmitio un programa especial en su canal de YouTube dónde se conoció al equipo de producción y también se confirmó la participación de los actores Iñaki Moreno, Leonardo Moreira, Bárbara Fernández, Domenica Cevallos, la actuación infantil de Diego Castillo y las primeras actrices Prisca Bustamante y Ruth Coello, quien a su vez es directora de escena. El 26 de agosto de 2021 a través de una rueda de prensa se presentó al reparto completo y se confirmó el estrenó de la telenovela para el 31 de agosto a las 8:30 de la noche.
El 27 de septiembre de 2021, Erika Vélez finalizó antes las grabaciones de la telenovela, tras trasladarse a Bogotá para el inicio de las grabaciones de la tercera temporada del programa MasterChef, del cual es presentadora. La producción de la telenovela concluyó a inicios de octubre de 2021.